# Tegèates
Segons la mitologia grega, Tegèates (en grec antic: Τεγεάτης) fou un heroi grec, fill de Licàon, rei d'Arcàdia. És l'heroi epònim de la ciutat de Tègea.
Es deia que es va casar amb Mera, una de les filles d'Atlas, amb la qual tingué nombrosos fills, principalment Escefre i Limó. Una tradició arcàdia el converteix també en pare de Cidó, Arquedi, Gortis i Catreu, que van emigrar a Creta i allà van fundar diverses ciutats: Cidònia, Gortina i Catre. Però aquesta versió no era acceptada pels cretencs, per qui Cidó era fill d'Hermes, Catreu de Minos i Gortis de Radamantis.